# Sammy Lee
Samuel Lee (Liverpool, Inglaterra, 7 de febrero de 1959), exfutbolista inglés que jugaba de volante.Actualmente es ayudante de Sam Allardyce en el West Bromwich Albion.

## Trayectoria
Sammy Lee, nació en la ciudad de Liverpool, y empezó a jugar al fútbol a los 15 años en la cantera del Liverpool FC. Un año después, el año 1976 debuta como profesional en el mismo club.
En el Liverpool FC, llega a su primera final de la Champions League en 1981 enfrentándose al Real Madrid en la cual vencieron por 1-0.
En el Liverpool también obtiene más campeonatos, tales como Premiers, o Fa Cups.
En 1986 se cambia de equipo y se traslada a Londres allí decide jugar por el Queens Park Rangers, eso si jugó solo una temporada, ya que se fue a jugar a La Liga en el año 1987 con el CA Osasuna, jugó ahí hasta que decidió retirarse del fútbol y volvió a Inglaterra para culminar su carrera con el Southampton FC y luego al Bolton Wanderers, en donde se retiró en 1991.

### Selección
El debut de Sammy con la Selección inglesa el 17 de noviembre de 1982 ante Grecia durante la clasificación de la Eurocopa 1984.

### Debut como entrenador
En el año 2007, debuta como técnico del Bolton Wanderers, reemplazando a su antecesor Sam Allardyce que se fue al Newcastle United. Pero Lee no pudo mantener el gran nivel que demostró el equipo con Allardyce y fue cesado como técnico del Bolton, siendo sustituido por Gary Megson.
En 2008, Rafa Benitez le fichó como su ayudante en el Liverpool.

## Selección nacional
Ha sido internacional con la Selección de fútbol de Inglaterra, jugó 14 partidos internacionales y anotó 2 goles.

## Clubes como jugador
| Club                | País       | Año       |
| ------------------- | ---------- | --------- |
| Liverpool FC        | Inglaterra | 1976-1986 |
| Queens Park Rangers | Inglaterra | 1986-1987 |
| CA Osasuna          | España     | 1987-1990 |
| Southampton FC      | Inglaterra | 1990      |
| Bolton Wanderers    | Inglaterra | 1990-1991 |

## Clubes como entrenador
| Club                           | País       | Año       |
| ------------------------------ | ---------- | --------- |
| Liverpool FC Reserves          | Inglaterra | 1993-1998 |
| Liverpool FC (adjunto)         | Inglaterra | 1998-2004 |
| Inglaterra (preparador físico) | Inglaterra | 2004-2006 |
| Bolton Wanderers (adjunto)     | Inglaterra | 2005-2007 |
| Bolton Wanderers               | Inglaterra | 2007      |
| Liverpool FC (adjunto)         | Inglaterra | 2008-2011 |
| Bolton Wanderers (cantera)     | Inglaterra | 2012-2014 |
| Southampton FC (adjunto)       | Inglaterra | 2014-2016 |
| Inglaterra (adjunto)           | Inglaterra | 2016      |
| Crystal Palace (adjunto)       | Inglaterra | 2017      |
| Everton FC (adjunto)           | Inglaterra | 2017-2018 |
| West Bromwich Albion (adjunto) | Inglaterra | 2020-2022 |

## Palmarés

### Campeonatos nacionales
| Título                  | Club         | Año  |
| ----------------------- | ------------ | ---- |
| Community Shield        | Liverpool FC | 1979 |
| Community Shield        | Liverpool FC | 1980 |
| Copa de la Liga Inglesa | Liverpool FC | 1981 |
| Community Shield        | Liverpool FC | 1982 |
| Premier League          | Liverpool FC | 1982 |
| Copa de la Liga Inglesa | Liverpool FC | 1982 |
| Copa de la Liga Inglesa | Liverpool FC | 1983 |
| Premier League          | Liverpool FC | 1983 |
| Copa de la Liga Inglesa | Liverpool FC | 1984 |
| Premier League          | Liverpool FC | 1984 |

### Copas internacionales
| Título           | Club         | Año  |
| ---------------- | ------------ | ---- |
| Champions League | Liverpool FC | 1981 |
| Champions League | Liverpool FC | 1984 |